# Pierre Chenal
Pour les articles homonymes, voir Chenal.
Ne doit pas être confondu avec Pierre Chanal.
Philippe Cohen, dit Pierre Chenal, est un réalisateur français, né le 5 décembre 1904 à Bruxelles et mort le 23 décembre 1990 à La Garenne-Colombes.

## Biographie
D'abord documentariste, Pierre Chenal réalise notamment, dans les années 1930, L'Alibi, Crime et Châtiment, La Maison du Maltais et Le Dernier Tournant, première des quatre adaptations du roman Le facteur sonne toujours deux fois de James M. Cain.
Juif, il fuit la France en 1942 pour l'Argentine, où il réalise huit films.
Après la guerre, il ne retrouve pas la place qu'il occupait avant-guerre au sein du cinéma français, bien qu'il réalise une dizaine de films qui connaissent aussitôt le succès.

## Filmographie

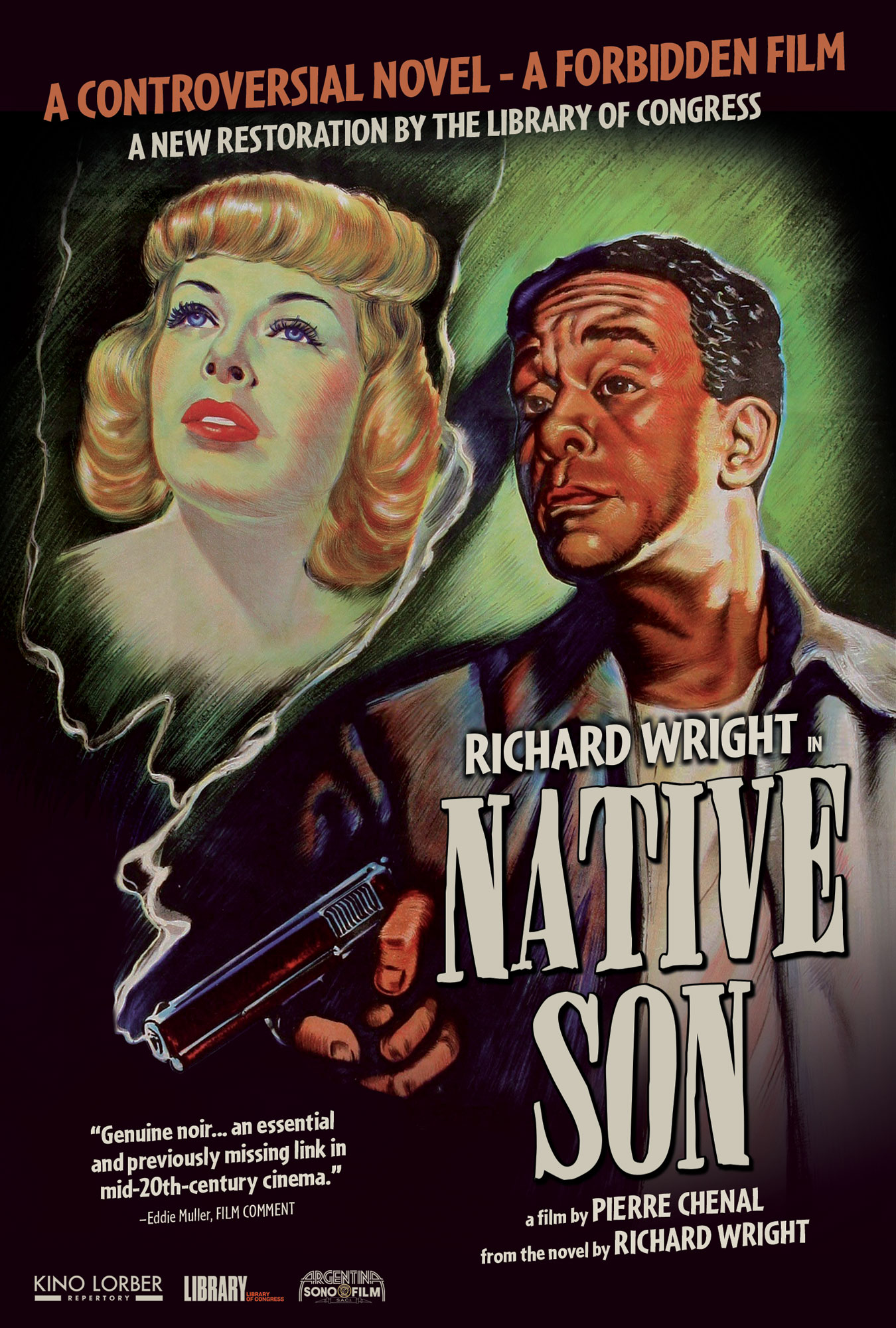
Affiche américaine de Sang noir

- 1927 : Paris Cinéma - court métrage, assisté à la réalisation par Jean Mitry
- 1928 : Coup de dés - court métrage, interprété par Edmond T. Greville
- 1929 : Une cité du cinéma - court métrage
- 1930 : Architecture d'aujourd'hui, Bâtir et Trois chantiers - courts métrages
- 1931 : Un illustre moderne - court métrage
- 1932 : Pour un piano - court métrage
- 1932 : Les Petits Métiers de Paris - court métrage
- 1932 : Le Martyre de l'obèse
- 1933 : La Rue sans nom (d'après le roman de Marcel Aymé La Rue sans nom)
- 1935 : Crime et châtiment
- 1936 : Les Mutinés de l'Elseneur (d'après le roman homonyme The Mutiny of the Elsinore de Jack London, 1914)
- 1937 : L'Homme de nulle part (d'après le roman Feu Mathias Pascal de Luigi Pirandello), coréalisé avec Christian Stengel
- 1937 : L'Alibi
- 1938 : L'Affaire Lafarge
- 1938 : La Maison du Maltais
- 1939 : Le Dernier Tournant
- 1943 : Un homme avec un grand H (es) (Todo un hombre)
- 1944 : Se abre el abismo (es)
- 1944 : El muerto falta a la cita (es)
- 1946 : Viaje sin regreso (es)
- 1946 : La Foire aux chimères
- 1948 : Clochemerle (d'après Gabriel Chevallier)
- 1951 : Sang noir (Native Son) (d'après le roman Un enfant du pays de Richard Wright et avec Richard Wright)
- 1952 : El Ídolo (en)
- 1954 : Confesiones al amanecer (en)
- 1956 : Section des disparus
- 1958 : Rafles sur la ville
- 1958 : Les Jeux dangereux
- 1959 : La Bête à l'affût
- 1960 : Les Nuits de Raspoutine
- 1963 : L'assassin connaît la musique...
- 1970 : Les Libertines[2]
- 1985 : Le hasard mène le jeu[3] - court métrage

## Publication
- Pierre Chenal : souvenirs du cinéaste, filmographie, témoignages, documents, présentés et coordonnés par Pierrette Matalon, Claude Guiguet, Jacques Pinturault… ; Paris, Dujarric ; Aulnay-sous-Bois, les Amis de Ciné-sous-Bois, 1987, 248 p., coll. « 24 souvenirs-seconde »  (ISSN 0990-3917)